# Трагедія Армеро

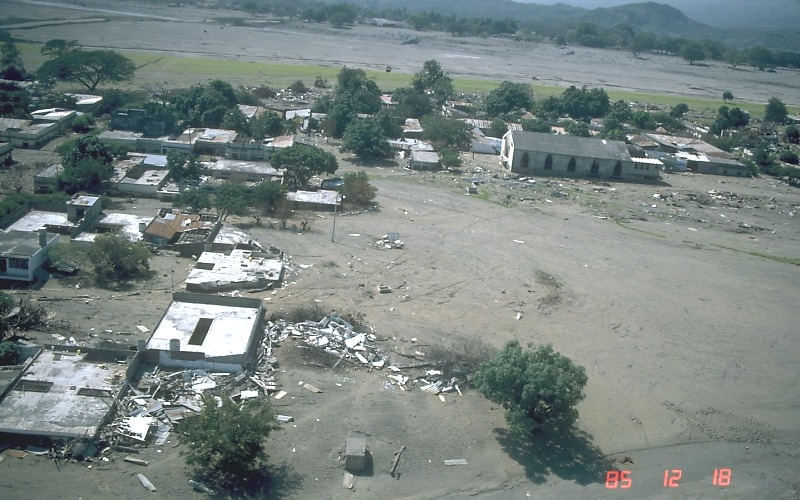
Грязь потоку, що вкриває залишки міста.

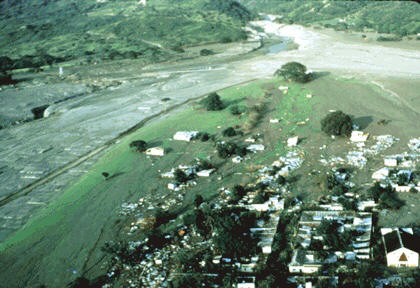
Грязь потоку, що вкриває залишки міста.

Трагедія Армеро (ісп. Tragedia de Armero) — подія, що відбулася 13 листопада 1985 року, коли відносно невелике виверження вулкана Невадо-дель-Руїс у департаменті Толіма, Колумбія, призвело до численних жертв серед населення. Лава, що утворилася при виверженні, розтопила льодовик біля вершини та викликала зсуви та серію лахарів, що згодом накрили невелике місто Армеро, вбивши близько 25 тис. з його майже 30-тисячного населення (до трагедії Армеро був третім за розміром містом департаменту Толіма).
До виверження вулкан спав приблизно 150 років. Проте геологи помітили збільшення активності й попереджували уряд і пресу, починаючи ще за кілька тижнів за трагедії. Водночас у кількох інтерв'ю урядові посадовці стверджували про безпечне положення міста та нехтували попередженнями, ймовірно, через кілька попередніх евакуацій, які виявилися непотрібними. Увечері перед виверженням мер Армеро особисто звернувся до мешканців із заспокоєннями.

## Виверження
Уночі на 13 листопада 1985 року розпочалося виверження вулкана, з викидами вулканічного попелу та з утворенням лахарів висотою до 60 м. Грязьові потоки швидко досягли міста, у якому загинула більша частина населення. Місто було цілком вкрито гряззю, а деякі його частини так і не розкопані, подібно до давньоримського міста Помпеї. Відеозйомки та фотографії Омайри Санчес, однієї з жертв трагедії, були опубліковані по всьому світу.
Виверження було відносно невеликим, але до великого числа жертв привели попередні події. Річка Лагунілья була перегороджена внаслідок виверження вулкана Аренас, через що за перешкодою утворилося невелике озеро. У ніч виверження пірокластичний потік — маса скельних фрагментів та гарячих газів — зійшов у річку, утворивши мегацунамі з грязі, попелу та води. Потоки мчали зі швидкістю близько 500 км/год, коли вони досягли міста, прискорюючись у вузькій ущелині річки Лагунілья. Місто було повністю зруйноване вже за 15 хвилин після початку виверження.
На додаток, потік вимив гігантські скелі уздовж русла річки, що почали котитися вниз, руйнуючи все на своєму шляху. Нова хвиля досягла міста через кілька годин після початку виверження, продовжуючи руйнування. Наступного ранку пілот цивільної оборони, що пролітав над містом, передав: «Dios mio, Armero ha sido borrado del mapa» («Боже мій, Армеро стертий з мапи»).

## Рятувальна операція
Виверження трапилося одночасно з землетрусом у Мехіко, через що розмір міжнародної допомоги був меншим. А проте Колумбії допомогли 24 країни. Уряд США виділив 1 млн доларів та 12 гелікоптерів з гуманітарної допомогою, що вилетіли з військової бази в Зоні Панамського каналу. Пізніше з головної частини країни вилетів ще один літак, загалом перевізши 500 наметів, 2,2 тис. ковдр та подібні матеріали. Еквадор передав мобільний госпіталь, Франція передала медичне обладнання і ще 1,3 тис. наметів. Японія виділила 1,25 млн доларів та надіслала кілька докторів та інженерів.

## Наслідки
Виверження коштувало Колумбії 7,7 млрд доларів прямих і непрямих збитків або 20 % ВВП на той рік. Відсутність будь-якої підготовки до трагедії збільшило число її жертв. При цьому Армеро був збудований на залишках старих потоків, і було відомо про небезпеку лахарів у цій місцевості. Також мешканці залишалися у своїх домах, рятуючись від вулканічного попелу, як їх проінструктував уряд, але це призвело до того, що грязеві потоки просто поховали їх заживо.
Трагедія набула світового резонансу, не в останню чергу через публікацію французьким фотографом Франком Фурньєром фотографій дівчинки Омайри Санчес, що залишалася в напівзруйнованому домі протягом трьох днів після виверження, після чого вона вмерла, не дочекавшись допомоги. Два фотографи газети Miami Herald отримали Пулітцерівську премію за фотографії наслідків лахару. За словами вулканолога С. Вільямса з Луїзіанського університету, «жодне виверження в Західній півкулі, можливо, за винятком Сент-Хеленс, не спостерігали настільки детально». У відповідь на це виверження була утворена Програма допомоги при вулканічних катастрофах USGS та Програма допомоги при вулканічних катастрофах.
Після цієї події вулкан вивергався ще кілька разів у 1985—1994 роках, після чого знову втратив активність.

## Ресурси Інтернету
- Інформація про трагедію (ісп.)
- Відео про відповідь на трагедію (англ., 15 хвилин) Pan American Health Organization